# 罗京民
罗京民（1956年1月31日—2023年5月26日），陕西西安人，中国大陆男演员，西安话剧团演员。代表作有电视剧《士兵突击》、《我的团长我的团》，电影《孙子从美国来》、《人生大事》等。凭借电影《孙子从美国来》获第20届北京大学生电影节最佳低成本电影男演员奖。
2023年5月26日，因病去世，享年67岁。